# البطولة الوطنية المجرية 1921–22
البطولة الوطنية المجرية 1921–22 (بالمجرية: 1921–1922-es magyar labdarúgó-bajnokság)‏ هو الموسم 19 من  البطولة الوطنية المجرية. أشرف على تنظيمه اتحاد المجر لكرة القدم، وكان عدد الأندية المشاركة فيه  12، وفاز فيه نادي بودابست.